# Procamallanus brevis
Procamallanus brevis är en rundmaskart som beskrevs av Giar-Ann Kung 1948. Procamallanus brevis ingår i släktet Procamallanus och familjen Camallanidae. Inga underarter finns listade i Catalogue of Life.